# Campeonato Mundial de Piragüismo en Maratón de 2014
El XXII Campeonato Mundial de Piragüismo en Maratón se celebró en Oklahoma City (Estados Unidos) entre el 26 y el 28 de septiembre de 2014 bajo la organización de la Federación Internacional de Piragüismo (ICF).

## Resultados

### Masculino
| Evento | Oro                                               | Plata                                                                   | Bronce                                                    |
| ------ | ------------------------------------------------- | ----------------------------------------------------------------------- | --------------------------------------------------------- |
| C1     | Manuel Antonio Campos · España · 02:08:19         | Márton Kövér · Hungría · 02:08:38                                       | Nuno Barros Portugal 02:09:52                             |
| C2     | Márton Kövér · Adam Docze · Hungría · 01:57:53    | Manuel Antonio Campos · José Manuel Sánchez Sánchez · España · 01:59:31 | Óscar Graña · Ramón Ferro · España · 02:00:38             |
| K1     | Hank McGregor Sudáfrica 02:12:07                  | Iván Alonso Lage · España · 02:12:12                                    | José Ramalho Portugal 02:12:15                            |
| K2     | Hank McGregor Jasper Mocke Sudáfrica 02:03:24.537 | Walter Bouzán · Álvaro Fernández Fiuza · España · 02:03:25.215          | Iván Alonso Lage · Emilio Merchán · España · 02:03:25.525 |

### Femenino
| Evento | Oro                                               | Plata                                                      | Bronce                                            |
| ------ | ------------------------------------------------- | ---------------------------------------------------------- | ------------------------------------------------- |
| K1     | Renáta Csay · Hungría · 02:05:25                  | Lizzie Broughton Reino Unido 02:05:27                      | Anna Koziskova · República Checa · 02:06:14       |
| K2     | Renáta Csay · Alexandra Bara · Hungría · 01:57:39 | Anna Adamová · Lenka Hrochovä · República Checa · 01:57:43 | Samantha Rees-Clark Amy Ward Reino Unido 01:58:13 |

## Medallero
| Núm. | País            | Oro | Plata | Bronce | Total |
| ---- | --------------- | --- | ----- | ------ | ----- |
| 1    | Hungría         | 3   | 1     | 0      | 4     |
| 2    | Sudáfrica       | 2   | 0     | 0      | 2     |
| 3    | España          | 1   | 3     | 2      | 6     |
| 4    | Reino Unido     | 0   | 1     | 1      | 2     |
| 4    | República Checa | 0   | 1     | 1      | 2     |
| 6    | Portugal        | 0   | 0     | 2      | 2     |
|      | TOTAL           | 6   | 6     | 6      | 18    |